# Höherer Kommandeur der Schiffsartillerieschulen
Der Höhere Kommandeur der Schiffsartillerieschulen (H.K.S.) war eine Kommandobehörde der Kriegsmarine der Wehrmacht. Dieser war einer von sechs Höheren Kommandeuren der Kriegsmarine, welche fachspezifische Schulen der Kriegsmarine unter einer Führung vereinte.

## Geschichte
Im Oktober 1943 wurde die Schiffsartillerieschule Kiel aufgeteilt und der Höhere Kommandeur der Schiffsartillerieschulen (H.K.S.) mit Sitz in Sassnitz eingerichtet. Die ehemaligen Abteilungen der Schiffsartillerieschule wurden dabei eigenständige Schulen.

## Gliederung

### Schiffsartillerieschule I (Kiel)
Im Oktober 1943 wurde die I. Abteilung der Schiffsartillerieschule (Artilleriefachausbildung) in die Schiffsartillerieschule I (SAS I), welche in Kiel stationiert war, überführt. Kommandeur der Schule war bis Kriegsende Fregattenkapitän/Kapitän zur See Hans-Günther Brachmann, ehemaliger Kommandant von U 518.

### Schiffsartillerieschule II (Sassnitz)
Im Oktober 1943 wurde die II. Abteilung der Schiffsartillerieschule (Schießausbildung) in die Schiffsartillerieschule II (SAS II), welche in Sassnitz stationiert war, überführt. Kommandeur der Schule war bis Kriegsende Fregattenkapitän Heinrich Bertram.

### Schiffsartillerieschule III (Saßnitz-Dwasieden)
Im Oktober 1943 wurde die III. Abteilung (Lehrgruppe E-Messausbildung) der Schiffsartillerieschule in die Schiffsartillerieschule III (SAS III) überführt. Kommandeur der Schule war bis Februar Korvettenkapitän Rupert Freymadl und anschließend bis Kriegsende Korvettenkapitän Helmuth Röhrig.

## Kommandeur
Kommandeur war von der erneuten Einrichtung im Oktober 1943 bis Kriegsende Kapitän zur See Gerhard Hennig, welcher vorher die Schiffsartillerieschule Kiel geleitet hatte.